# Premio Hugo al mejor editor profesional
Los Premios Hugo se otorgan cada año por la Sociedad mundial de ciencia ficción (World Science Fiction Society) a las mejores obras y logros del año anterior en el campo de la ciencia ficción o la fantasía. El premio, que anteriormente se denominó Science Fiction Achievement Award, actualmente recibe su nombre en honor a Hugo Gernsback, fundador de la revista pionera en la ciencia ficción Amazing Stories. El premio se ha descrito como «un excelente escaparate para la ficción especulativa» y «el premio literario más conocido de la literatura de ciencia ficción».
El Premio Hugo al mejor editor profesional se otorga cada año a los editores de revistas, novelas, antologías, u otras obras relacionadas con la ciencia ficción o la fantasía, publicados en inglés. El premio sustituyó a una categoría anterior, el Premio Hugo a la mejor revista profesional.
El premio fue presentado por primera vez en 1973 y se otorgó anualmente hasta 2006. A partir de 2007 el premio se dividió en dos categorías, Mejor editor (formato corto) y Mejor editor (formato largo). El premio formato corto es para los editores de antologías, colecciones y revistas, mientras que el premio de formato largo es para los editores de novelas. Además de los premios Hugo regulares, a partir de 1996 los premios Hugo retrospectivos, o «Retro Hugos», correspondientes a los 50, 75 o 100 años anteriores en los cuales no se entregaron premios. Hasta la fecha, los premios «Retro Hugo» han sido entregados en 2014 (1939), 2016 (1941), 1996 (1946), 2001 (1951), 2004 y (1954) y en todos ellos se otorgó un premio en la categoría de mejor editor.
El proceso de selección se define en el World Science Fiction Society Constitution mediante el sistema de segunda vuelta instantánea con cinco nominados, excepto en el caso de empate. Estas cinco obras en la boleta son de cinco miembros designados para ese año, sin límite en el número de obras que pueden ser nominadas. Las candidaturas iniciales son hechas por los miembros de enero a marzo, mientras que el voto en la boleta de cinco nominaciones se realiza aproximadamente en abril y julio, sujeta a cambios dependiendo de cuándo se celebre la Worldcon ese año. Las Worldcons se realizan generalmente cerca del Labor Day y se llevan a cabo en una ciudad diferente en todo el mundo cada año.
Durante los primeros 50 años de existencia del premio, 60 editores han sido nominados para el mejor editor profesional inicial, el formato corto o el formato largo, incluidos los «Retro Hugos». De estos, Gardner Dozois ha recibido la mayor cantidad de premios, con 15 premios originales de 19 nominaciones para la categoría original y 1 para el formato corto. El otro único editor ganador de más de tres premios es Ben Bova, quien ha ganado 6 de 8 candidaturas para la concesión original, Ellen Datlow, quien ganó 6 de 17 nominaciones entre original y formato corto, y John W. Campbell, con cinco de cinco nominaciones al Retro Hugo. Los dos editores que han ganado tres veces son Edward L. Ferman con 3 de las 20 nominaciones originales y Patrick Nielsen Hayden con 3 premios de 3 nominaciones en formato largo. Stanley Schmidt ha recibido el mayor número de nominaciones, con 27 de la original y 7 del formato corto, pero solo ganando una en formato corto.

## Ganadores y nominados
En la siguiente tabla, los años corresponden al de la fecha de la ceremonia. Los editores son elegibles basándose en su trabajo del año anterior. Aunque el premio al Mejor editor profesional no se otorga explícitamente para ningún trabajo de edición en una revista en particular ni están registradas por la World Science Fiction Society, se enumeran los lugares en los que el editor en cuestión estuvo trabajando en el período de elegibilidad. Esta lista incluye revistas o antologías en las que el editor trabajó y editoriales, y no se pretende que sea completa. Las entradas con un fondo azul y un asterisco (*) junto al nombre del editor han ganado el premio; las entradas con un fondo blanco son los nominados en la lista corta.

### Mejor editor profesional
*   Ganadores
| Año  | Editor                  | Trabajo(s)                                                                                  | Ref(s)               |
| ---- | ----------------------- | ------------------------------------------------------------------------------------------- | -------------------- |
| 1973 | Ben Bova*               | Analog Science Fact & Fiction                                                               | [ 9 ] [ 10 ]         |
| 1973 | Terry Carr              | The Best Science Fiction of the Year                                                        | [ 9 ] [ 11 ]         |
| 1973 | Edward L. Ferman        | The Magazine of Fantasy and Science Fiction                                                 | [ 9 ] [ 12 ]         |
| 1973 | Ted White               | Amazing Stories, Fantastic                                                                  | [ 9 ] [ 12 ]         |
| 1973 | Donald A. Wollheim      | The 1972 Annual World's Best SF                                                             | [ 9 ] [ 13 ]         |
| 1974 | Ben Bova*               | Analog Science Fact & Fiction                                                               | [ 10 ] [ 14 ]        |
| 1974 | Terry Carr              | The Best Science Fiction of the Year #2                                                     | [ 14 ] [ 15 ]        |
| 1974 | Edward L. Ferman        | The Magazine of Fantasy and Science Fiction                                                 | [ 12 ] [ 14 ]        |
| 1974 | Robert Silverberg       | New Dimensions 3                                                                            | [ 12 ] [ 14 ]        |
| 1974 | Ted White               | Amazing Stories, Fantastic                                                                  | [ 12 ] [ 14 ]        |
| 1974 | Donald A. Wollheim      | The 1973 Annual World's Best SF                                                             | [ 14 ] [ 16 ]        |
| 1975 | Ben Bova*               | Analog Science Fact & Fiction                                                               | [ 10 ] [ 17 ]        |
| 1975 | James Baen              | Galaxy Science Fiction, If                                                                  | [ 12 ] [ 17 ]        |
| 1975 | Terry Carr              | The Best Science Fiction of the Year #3                                                     | [ 17 ] [ 18 ]        |
| 1975 | Edward L. Ferman        | The Magazine of Fantasy and Science Fiction                                                 | [ 12 ] [ 17 ]        |
| 1975 | Robert Silverberg       | New Dimensions 4                                                                            | [ 12 ] [ 17 ]        |
| 1975 | Ted White               | Amazing Stories, Fantastic                                                                  | [ 12 ] [ 17 ]        |
| 1976 | Ben Bova*               | Analog Science Fact & Fiction                                                               | [ 10 ] [ 19 ]        |
| 1976 | James Baen              | Galaxy Science Fiction                                                                      | [ 12 ] [ 19 ]        |
| 1976 | Edward L. Ferman        | The Magazine of Fantasy and Science Fiction                                                 | [ 12 ] [ 19 ]        |
| 1976 | Robert Silverberg       | New Dimensions 5                                                                            | [ 12 ] [ 19 ]        |
| 1976 | Ted White               | Amazing Stories, Fantastic                                                                  | [ 12 ] [ 19 ]        |
| 1977 | Ben Bova*               | Analog Science Fact & Fiction                                                               | [ 10 ] [ 20 ]        |
| 1977 | James Baen              | Galaxy Science Fiction                                                                      | [ 12 ] [ 20 ]        |
| 1977 | Terry Carr              | The Best Science Fiction of the Year #5                                                     | [ 20 ] [ 21 ]        |
| 1977 | Edward L. Ferman        | The Magazine of Fantasy and Science Fiction                                                 | [ 12 ] [ 20 ]        |
| 1977 | Ted White               | Amazing Stories, Fantastic                                                                  | [ 12 ] [ 20 ]        |
| 1978 | George H. Scithers*     | Asimov's Science Fiction                                                                    | [ 12 ] [ 22 ]        |
| 1978 | James Baen              | Galaxy Science Fiction                                                                      | [ 12 ] [ 22 ]        |
| 1978 | Ben Bova                | Analog Science Fact & Fiction                                                               | [ 10 ] [ 22 ]        |
| 1978 | Terry Carr              | The Best Science Fiction of the Year #6                                                     | [ 22 ] [ 23 ]        |
| 1978 | Edward L. Ferman        | The Magazine of Fantasy and Science Fiction                                                 | [ 12 ] [ 22 ]        |
| 1979 | Ben Bova*               | Analog Science Fact & Fiction, Omni                                                         | [ 10 ] [ 12 ] [ 24 ] |
| 1979 | James Baen              | Ace Books                                                                                   | [ 24 ] [ 25 ]        |
| 1979 | Terry Carr              | The Best Science Fiction of the Year #7                                                     | [ 24 ] [ 26 ]        |
| 1979 | Edward L. Ferman        | The Magazine of Fantasy and Science Fiction                                                 | [ 12 ] [ 24 ]        |
| 1979 | George H. Scithers      | Asimov's Science Fiction                                                                    | [ 12 ] [ 24 ]        |
| 1980 | George H. Scithers*     | Asimov's Science Fiction                                                                    | [ 12 ] [ 27 ]        |
| 1980 | James Baen              | Ace Books                                                                                   | [ 25 ] [ 27 ]        |
| 1980 | Ben Bova                | Omni                                                                                        | [ 12 ] [ 27 ]        |
| 1980 | Edward L. Ferman        | The Magazine of Fantasy & Science Fiction                                                   | [ 12 ] [ 27 ]        |
| 1980 | Stanley Schmidt         | Analog Science Fact & Fiction                                                               | [ 12 ] [ 27 ]        |
| 1981 | Edward L. Ferman*       | The Magazine of Fantasy & Science Fiction                                                   | [ 12 ] [ 28 ]        |
| 1981 | James Baen              | Tor Books                                                                                   | [ 25 ] [ 28 ]        |
| 1981 | Terry Carr              | The Best Science Fiction of the Year #9                                                     | [ 28 ] [ 29 ]        |
| 1981 | Stanley Schmidt         | Analog Science Fact & Fiction                                                               | [ 12 ] [ 28 ]        |
| 1981 | George H. Scithers      | Asimov's Science Fiction                                                                    | [ 12 ] [ 28 ]        |
| 1982 | Edward L. Ferman*       | The Magazine of Fantasy & Science Fiction                                                   | [ 12 ] [ 30 ]        |
| 1982 | Terry Carr              | The Best Science Fiction of the Year #10                                                    | [ 30 ] [ 31 ]        |
| 1982 | David G. Hartwell       | Pocket Books                                                                                | [ 30 ] [ 32 ]        |
| 1982 | Stanley Schmidt         | Analog Science Fact & Fiction                                                               | [ 12 ] [ 30 ]        |
| 1982 | George H. Scithers      | Asimov's Science Fiction                                                                    | [ 12 ] [ 30 ]        |
| 1983 | Edward L. Ferman*       | The Magazine of Fantasy & Science Fiction                                                   | [ 12 ] [ 33 ]        |
| 1983 | Terry Carr              | The Best Science Fiction of the Year #11                                                    | [ 33 ] [ 34 ]        |
| 1983 | David G. Hartwell       | Pocket Books                                                                                | [ 32 ] [ 33 ]        |
| 1983 | Stanley Schmidt         | Analog Science Fact & Fiction                                                               | [ 12 ] [ 33 ]        |
| 1983 | George H. Scithers      | Amazing Stories, Asimov's Science Fiction                                                   | [ 12 ] [ 33 ] [ 35 ] |
| 1984 | Shawna McCarthy*        | Asimov's Science Fiction                                                                    | [ 36 ] [ 37 ]        |
| 1984 | Terry Carr              | The Best Science Fiction of the Year #12                                                    | [ 36 ] [ 38 ]        |
| 1984 | Edward L. Ferman        | The Magazine of Fantasy & Science Fiction                                                   | [ 12 ] [ 36 ]        |
| 1984 | David G. Hartwell       | Pocket Books                                                                                | [ 32 ] [ 36 ]        |
| 1984 | Stanley Schmidt         | Analog Science Fact & Fiction                                                               | [ 12 ] [ 36 ]        |
| 1985 | Terry Carr*             | The Best Science Fiction of the Year #13                                                    | [ 39 ] [ 40 ]        |
| 1985 | Edward L. Ferman        | The Magazine of Fantasy & Science Fiction                                                   | [ 12 ] [ 39 ]        |
| 1985 | Shawna McCarthy         | Asimov's Science Fiction                                                                    | [ 37 ] [ 39 ]        |
| 1985 | Stanley Schmidt         | Analog Science Fact & Fiction                                                               | [ 12 ] [ 39 ]        |
| 1985 | George H. Scithers      | Amazing Stories                                                                             | [ 35 ] [ 39 ]        |
| 1986 | (sin premio)*           |                                                                                             | [ 41 ]               |
| 1986 | Judy-Lynn del Rey       | Del Rey Books                                                                               | [ 41 ] [ 42 ]        |
| 1986 | Terry Carr              | The Best Science Fiction of the Year #14                                                    | [ 41 ] [ 43 ]        |
| 1986 | Edward L. Ferman        | The Magazine of Fantasy & Science Fiction                                                   | [ 12 ] [ 41 ]        |
| 1986 | Shawna McCarthy         | Asimov's Science Fiction                                                                    | [ 37 ] [ 41 ]        |
| 1986 | Stanley Schmidt         | Analog Science Fact & Fiction                                                               | [ 12 ] [ 41 ]        |
| 1987 | Terry Carr*             | The Best Science Fiction of the Year #15                                                    | [ 44 ] [ 45 ]        |
| 1987 | Gardner Dozois          | Asimov's Science Fiction, The Year's Best Science Fiction: Third Annual Collection          | [ 44 ] [ 46 ] [ 47 ] |
| 1987 | Edward L. Ferman        | The Magazine of Fantasy & Science Fiction                                                   | [ 12 ] [ 44 ]        |
| 1987 | David G. Hartwell       | Tor Books                                                                                   | [ 32 ] [ 44 ]        |
| 1987 | Stanley Schmidt         | Analog Science Fact & Fiction                                                               | [ 12 ] [ 44 ]        |
| 1988 | Gardner Dozois*         | Asimov's Science Fiction, The Year's Best Science Fiction: Fourth Annual Collection         | [ 46 ] [ 47 ] [ 48 ] |
| 1988 | Edward L. Ferman        | Fantasy & Science Fiction                                                                   | [ 12 ] [ 48 ]        |
| 1988 | David G. Hartwell       | Tor Books                                                                                   | [ 32 ] [ 48 ]        |
| 1988 | Stanley Schmidt         | Analog Science Fact & Fiction                                                               | [ 12 ] [ 48 ]        |
| 1988 | Brian Thomsen           | Warner Books                                                                                | [ 48 ] [ 49 ]        |
| 1989 | Gardner Dozois*         | Asimov's Science Fiction, The Year's Best Science Fiction: Fifth Annual Collection          | [ 46 ] [ 47 ] [ 50 ] |
| 1989 | Edward L. Ferman        | Fantasy & Science Fiction                                                                   | [ 12 ] [ 50 ]        |
| 1989 | David G. Hartwell       | The New York Review of Science Fiction, Tor Books                                           | [ 32 ] [ 50 ]        |
| 1989 | Charles C. Ryan         | Aboriginal Science Fiction                                                                  | [ 50 ] [ 51 ]        |
| 1989 | Stanley Schmidt         | Analog Science Fact & Fiction                                                               | [ 12 ] [ 50 ]        |
| 1990 | Gardner Dozois*         | Asimov's Science Fiction, The Year's Best Science Fiction: Sixth Annual Collection          | [ 46 ] [ 47 ] [ 52 ] |
| 1990 | Ellen Datlow            | Omni, Year's Best Fantasy and Horror #2                                                     | [ 52 ] [ 53 ] [ 54 ] |
| 1990 | Edward L. Ferman        | Fantasy & Science Fiction                                                                   | [ 12 ] [ 52 ]        |
| 1990 | David G. Hartwell       | The New York Review of Science Fiction, Tor Books                                           | [ 32 ] [ 52 ]        |
| 1990 | Beth Meacham            | Tor Books                                                                                   | [ 52 ] [ 55 ]        |
| 1990 | Charles C. Ryan         | Aboriginal Science Fiction                                                                  | [ 52 ] [ 56 ]        |
| 1990 | Stanley Schmidt         | Analog Science Fact & Fiction                                                               | [ 12 ] [ 52 ]        |
| 1991 | Gardner Dozois*         | Asimov's Science Fiction, The Year's Best Science Fiction: Seventh Annual Collection        | [ 46 ] [ 47 ] [ 57 ] |
| 1991 | Ellen Datlow            | Omni, Year's Best Fantasy and Horror #3                                                     | [ 53 ] [ 54 ] [ 57 ] |
| 1991 | Edward L. Ferman        | Fantasy & Science Fiction                                                                   | [ 12 ] [ 57 ]        |
| 1991 | Kristine Kathryn Rusch  | Pulphouse: The Hardback Magazine                                                            | [ 57 ] [ 58 ]        |
| 1991 | Stanley Schmidt         | Analog Science Fact & Fiction                                                               | [ 12 ] [ 57 ]        |
| 1992 | Gardner Dozois*         | Asimov's Science Fiction, The Year's Best Science Fiction: Eighth Annual Collection         | [ 46 ] [ 47 ] [ 59 ] |
| 1992 | Ellen Datlow            | Omni, Year's Best Fantasy and Horror #4                                                     | [ 53 ] [ 54 ] [ 59 ] |
| 1992 | Edward L. Ferman        | Fantasy & Science Fiction                                                                   | [ 12 ] [ 59 ]        |
| 1992 | Kristine Kathryn Rusch  | Fantasy & Science Fiction, Pulphouse: The Hardback Magazine                                 | [ 58 ] [ 59 ] [ 60 ] |
| 1992 | Stanley Schmidt         | Analog Science Fact & Fiction                                                               | [ 12 ] [ 59 ]        |
| 1993 | Gardner Dozois*         | Asimov's Science Fiction, The Year's Best Science Fiction: Ninth Annual Collection          | [ 46 ] [ 47 ] [ 61 ] |
| 1993 | Ellen Datlow            | Omni, Year's Best Fantasy and Horror #5                                                     | [ 53 ] [ 54 ] [ 61 ] |
| 1993 | Beth Meacham            | Tor Books                                                                                   | [ 55 ] [ 61 ]        |
| 1993 | Kristine Kathryn Rusch  | Fantasy & Science Fiction, Pulphouse: The Hardback Magazine                                 | [ 58 ] [ 61 ] [ 62 ] |
| 1993 | Stanley Schmidt         | Analog Science Fiction and Fact                                                             | [ 12 ] [ 61 ]        |
| 1994 | Kristine Kathryn Rusch* | Fantasy & Science Fiction, Pulphouse: The Hardback Magazine                                 | [ 58 ] [ 63 ] [ 64 ] |
| 1994 | Ellen Datlow            | Omni, Year's Best Fantasy and Horror #6                                                     | [ 53 ] [ 54 ] [ 63 ] |
| 1994 | Gardner Dozois          | Asimov's Science Fiction, The Year's Best Science Fiction: Tenth Annual Collection          | [ 46 ] [ 47 ] [ 63 ] |
| 1994 | Mike Resnick            | Alternate Warriors, Christmas Ghosts, Future Earths: Under African Skies                    | [ 63 ] [ 65 ]        |
| 1994 | Stanley Schmidt         | Analog Science Fiction and Fact                                                             | [ 12 ] [ 63 ]        |
| 1995 | Gardner Dozois*         | Asimov's Science Fiction, The Year's Best Science Fiction: Eleventh Annual Collection       | [ 46 ] [ 47 ] [ 66 ] |
| 1995 | Ellen Datlow            | Omni, Year's Best Fantasy and Horror #7                                                     | [ 53 ] [ 54 ] [ 66 ] |
| 1995 | Mike Resnick            | Alternate Outlaws, By Any Other Fame, Deals With the Devil                                  | [ 65 ] [ 66 ]        |
| 1995 | Kristine Kathryn Rusch  | Fantasy & Science Fiction                                                                   | [ 66 ] [ 67 ]        |
| 1995 | Stanley Schmidt         | Analog Science Fiction and Fact                                                             | [ 12 ] [ 66 ]        |
| 1996 | Gardner Dozois*         | Asimov's Science Fiction, The Year's Best Science Fiction: Twelfth Annual Collection        | [ 46 ] [ 47 ] [ 68 ] |
| 1996 | Ellen Datlow            | Omni, Year's Best Fantasy and Horror #8                                                     | [ 53 ] [ 54 ] [ 68 ] |
| 1996 | Scott Edelman           | Science Fiction Age                                                                         | [ 68 ] [ 69 ]        |
| 1996 | Kristine Kathryn Rusch  | Fantasy & Science Fiction                                                                   | [ 68 ] [ 70 ]        |
| 1996 | Stanley Schmidt         | Analog Science Fiction and Fact                                                             | [ 12 ] [ 68 ]        |
| 1997 | Gardner Dozois*         | Asimov's Science Fiction, The Year's Best Science Fiction: Thirteenth Annual Collection     | [ 46 ] [ 47 ] [ 71 ] |
| 1997 | Scott Edelman           | Science Fiction Age                                                                         | [ 69 ] [ 71 ]        |
| 1997 | Patrick Nielsen Hayden  | Tor Books                                                                                   | [ 71 ] [ 72 ]        |
| 1997 | Kristine Kathryn Rusch  | Fantasy & Science Fiction                                                                   | [ 71 ] [ 73 ]        |
| 1997 | Stanley Schmidt         | Analog Science Fiction and Fact                                                             | [ 12 ] [ 71 ]        |
| 1998 | Gardner Dozois*         | Asimov's Science Fiction, The Year's Best Science Fiction: Fourteenth Annual Collection     | [ 46 ] [ 74 ]        |
| 1998 | Scott Edelman           | Science Fiction Age                                                                         | [ 69 ] [ 74 ]        |
| 1998 | David G. Hartwell       | The New York Review of Science Fiction, Tor Books, Year's Best SF 2                         | [ 32 ] [ 74 ]        |
| 1998 | Stanley Schmidt         | Analog Science Fiction and Fact                                                             | [ 12 ] [ 74 ]        |
| 1998 | Gordon Van Gelder       | Fantasy & Science Fiction                                                                   | [ 74 ] [ 75 ]        |
| 1999 | Gardner Dozois*         | Asimov's Science Fiction, The Year's Best Science Fiction: Fifteenth Annual Collection      | [ 46 ] [ 47 ] [ 76 ] |
| 1999 | Scott Edelman           | Science Fiction Age                                                                         | [ 69 ] [ 76 ]        |
| 1999 | David G. Hartwell       | The New York Review of Science Fiction, Tor Books, Year's Best SF 3                         | [ 32 ] [ 76 ]        |
| 1999 | Patrick Nielsen Hayden  | Tor Books                                                                                   | [ 72 ] [ 76 ]        |
| 1999 | Stanley Schmidt         | Analog Science Fiction and Fact                                                             | [ 12 ] [ 76 ]        |
| 1999 | Gordon Van Gelder       | Fantasy & Science Fiction                                                                   | [ 75 ] [ 76 ]        |
| 2000 | Gardner Dozois*         | Asimov's Science Fiction, The Year's Best Science Fiction: Sixteenth Annual Collection      | [ 46 ] [ 47 ] [ 77 ] |
| 2000 | David G. Hartwell       | The New York Review of Science Fiction, Tor Books, Year's Best SF 4                         | [ 32 ] [ 77 ]        |
| 2000 | Patrick Nielsen Hayden  | Tor Books                                                                                   | [ 72 ] [ 77 ]        |
| 2000 | Stanley Schmidt         | Analog Science Fiction and Fact                                                             | [ 12 ] [ 77 ]        |
| 2000 | Gordon Van Gelder       | Fantasy & Science Fiction                                                                   | [ 75 ] [ 77 ]        |
| 2001 | Gardner Dozois*         | Asimov's Science Fiction, The Year's Best Science Fiction: Seventeenth Annual Collection    | [ 46 ] [ 47 ] [ 78 ] |
| 2001 | Ellen Datlow            | Sci Fiction, Year's Best Fantasy and Horror #13                                             | [ 54 ] [ 78 ]        |
| 2001 | David G. Hartwell       | The New York Review of Science Fiction, Tor Books, Year's Best SF 5                         | [ 32 ] [ 78 ]        |
| 2001 | Stanley Schmidt         | Analog Science Fiction and Fact                                                             | [ 12 ] [ 78 ]        |
| 2001 | Gordon Van Gelder       | Fantasy & Science Fiction                                                                   | [ 75 ] [ 78 ]        |
| 2002 | Ellen Datlow*           | Sci Fiction, Year's Best Fantasy and Horror #14                                             | [ 54 ] [ 79 ]        |
| 2002 | Gardner Dozois          | Asimov's Science Fiction, The Year's Best Science Fiction: Eighteenth Annual Collection     | [ 46 ] [ 47 ] [ 79 ] |
| 2002 | Patrick Nielsen Hayden  | Tor Books                                                                                   | [ 72 ] [ 79 ]        |
| 2002 | Stanley Schmidt         | Analog Science Fiction and Fact                                                             | [ 12 ] [ 79 ]        |
| 2002 | Gordon Van Gelder       | Fantasy & Science Fiction                                                                   | [ 75 ] [ 79 ]        |
| 2003 | Gardner Dozois*         | Asimov's Science Fiction, The Year's Best Science Fiction: Nineteenth Annual Collection     | [ 46 ] [ 47 ] [ 80 ] |
| 2003 | Ellen Datlow            | Sci Fiction, Year's Best Fantasy and Horror #15                                             | [ 54 ] [ 80 ]        |
| 2003 | David G. Hartwell       | The New York Review of Science Fiction, Tor Books, Year's Best Fantasy 2, Year's Best SF 7  | [ 32 ] [ 80 ]        |
| 2003 | Stanley Schmidt         | Analog Science Fiction and Fact                                                             | [ 12 ] [ 80 ]        |
| 2003 | Gordon Van Gelder       | Fantasy & Science Fiction                                                                   | [ 75 ] [ 80 ]        |
| 2004 | Gardner Dozois*         | Asimov's Science Fiction, The Year's Best Science Fiction: Twentieth Annual Collection      | [ 46 ] [ 47 ] [ 81 ] |
| 2004 | Ellen Datlow            | Sci Fiction, Year's Best Fantasy and Horror #16                                             | [ 54 ] [ 81 ]        |
| 2004 | David G. Hartwell       | The New York Review of Science Fiction, Tor Books, Year's Best Fantasy 3, Year's Best SF 8  | [ 32 ] [ 81 ]        |
| 2004 | Stanley Schmidt         | Analog Science Fiction and Fact                                                             | [ 12 ] [ 81 ]        |
| 2004 | Gordon Van Gelder       | Fantasy & Science Fiction                                                                   | [ 75 ] [ 81 ]        |
| 2005 | Ellen Datlow*           | Sci Fiction, Year's Best Fantasy and Horror #17                                             | [ 54 ] [ 82 ]        |
| 2005 | Gardner Dozois          | Asimov's Science Fiction, The Year's Best Science Fiction: Twenty-First Annual Collection   | [ 46 ] [ 47 ] [ 82 ] |
| 2005 | David G. Hartwell       | The New York Review of Science Fiction, Tor Books, Year's Best Fantasy 4, Year's Best SF 9  | [ 32 ] [ 82 ]        |
| 2005 | Stanley Schmidt         | Analog Science Fiction and Fact                                                             | [ 12 ] [ 82 ]        |
| 2005 | Gordon Van Gelder       | Fantasy & Science Fiction                                                                   | [ 75 ] [ 82 ]        |
| 2006 | David G. Hartwell*      | The New York Review of Science Fiction, Tor Books, Year's Best Fantasy 5, Year's Best SF 10 | [ 32 ] [ 83 ]        |
| 2006 | Ellen Datlow            | Sci Fiction, Year's Best Fantasy and Horror #18                                             | [ 54 ] [ 83 ]        |
| 2006 | Stanley Schmidt         | Analog Science Fiction and Fact                                                             | [ 12 ] [ 83 ]        |
| 2006 | Gordon Van Gelder       | Fantasy & Science Fiction                                                                   | [ 75 ] [ 83 ]        |
| 2006 | Sheila Williams         | Asimov's Science Fiction                                                                    | [ 83 ] [ 84 ]        |

### Formato largo
A partir de la edición de 2007, el premio al mejor editor profesional se dividió en dos categorías: Mejor editor (Formato largo) y Mejor editor (Formato corto). El premio Formato largo se otorga «Al editor de al menos cuatro novelas dedicadas principalmente a la ciencia ficción o la fantasía publicadas en el año anterior al premio» con las reglas oficiales del Premio Hugo.
| Año  | Editor                  | Trabajo(s)     | Ref(s)               |
| ---- | ----------------------- | -------------- | -------------------- |
| 2007 | Patrick Nielsen Hayden* | Tor Books      | [ 86 ] [ 87 ]        |
| 2007 | Lou Anders              | Pyr            | [ 86 ] [ 87 ]        |
| 2007 | Jim Baen                | Baen Books     | [ 25 ] [ 86 ] [ 87 ] |
| 2007 | Ginjer Buchanan         | Ace Books      | [ 86 ] [ 87 ]        |
| 2007 | David G. Hartwell       | Tor Books      | [ 32 ] [ 86 ] [ 87 ] |
| 2008 | David G. Hartwell*      | Tor Books      | [ 32 ] [ 88 ] [ 89 ] |
| 2008 | Lou Anders              | Pyr            | [ 88 ] [ 89 ]        |
| 2008 | Ginjer Buchanan         | Ace Books      | [ 88 ] [ 89 ]        |
| 2008 | Beth Meacham            | Tor Books      | [ 88 ] [ 89 ]        |
| 2008 | Patrick Nielsen Hayden  | Tor Books      | [ 88 ] [ 89 ]        |
| 2009 | David G. Hartwell*      | Tor Books      | [ 32 ] [ 90 ]        |
| 2009 | Lou Anders              | Pyr            | [ 90 ] [ 91 ]        |
| 2009 | Ginjer Buchanan         | Ace Books      | [ 90 ] [ 92 ]        |
| 2009 | Beth Meacham            | Tor Books      | [ 55 ] [ 90 ]        |
| 2009 | Patrick Nielsen Hayden  | Tor Books      | [ 72 ] [ 90 ]        |
| 2010 | Patrick Nielsen Hayden* | Tor Books      | [ 72 ] [ 93 ]        |
| 2010 | Lou Anders              | Pyr            | [ 91 ] [ 93 ]        |
| 2010 | Ginjer Buchanan         | Ace Books      | [ 92 ] [ 93 ]        |
| 2010 | Liz Gorinsky            | Tor Books      | [ 93 ] [ 94 ]        |
| 2010 | Juliet Ulman            | Bantam Spectra | [ 93 ] [ 95 ]        |
| 2011 | Lou Anders*             | Pyr            | [ 91 ] [ 96 ]        |
| 2011 | Ginjer Buchanan         | Ace Books      | [ 92 ] [ 96 ]        |
| 2011 | Moshe Feder             | Tor Books      | [ 96 ]               |
| 2011 | Liz Gorinsky            | Tor Books      | [ 94 ] [ 96 ]        |
| 2011 | Nick Mamatas            | Haikasoru      | [ 96 ] [ 97 ]        |
| 2011 | Beth Meacham            | Tor Books      | [ 55 ] [ 96 ]        |
| 2011 | Juliet Ulman            | Bantam Spectra | [ 95 ] [ 96 ]        |
| 2012 | Betsy Wollheim*         | DAW Books      | [ 98 ] [ 99 ]        |
| 2012 | Lou Anders              | Pyr            | [ 91 ] [ 99 ]        |
| 2012 | Liz Gorinsky            | Tor Books      | [ 94 ] [ 99 ]        |
| 2012 | Anne Lesley Groell      | Bantam Spectra | [ 99 ] [ 100 ]       |
| 2012 | Patrick Nielsen Hayden  | Tor Books      | [ 72 ] [ 99 ]        |
| 2013 | Patrick Nielsen Hayden* | Tor Books      | [ 72 ] [ 101 ]       |
| 2013 | Lou Anders              | Pyr            | [ 91 ] [ 101 ]       |
| 2013 | Sheila Gilbert          | DAW Books      | [ 101 ]              |
| 2013 | Liz Gorinsky            | Tor Books      | [ 94 ] [ 101 ]       |
| 2013 | Toni Weisskopf          | Baen Books     | [ 101 ]              |
| 2014 | Ginjer Buchanan*        | Ace Books      | [ 92 ] [ 102 ]       |
| 2014 | Sheila Gilbert          | DAW Books      | [ 102 ]              |
| 2014 | Liz Gorinsky            | Tor Books      | [ 94 ] [ 102 ]       |
| 2014 | Lee Harris              | Angry Robot    | [ 102 ]              |
| 2014 | Toni Weisskopf          | Baen Books     | [ 102 ]              |
| 2015 | (sin premio)+           |                | [ 103 ] [ N 2 ]      |
| 2015 | Vox Day                 | Castalia House | [ 103 ]              |
| 2015 | Sheila Gilbert          | DAW Books      | [ 103 ]              |
| 2015 | Jim Minz                | Baen Books     | [ 103 ]              |
| 2015 | Anne Sowards            | Ace Books      | [ 103 ]              |
| 2015 | Toni Weisskopf          | Baen Books     | [ 103 ]              |
| 2016 | Sheila Gilbert*         | DAW Books      | [ 104 ]              |
| 2016 | Vox Day                 | Castalia House | [ 104 ]              |
| 2016 | Liz Gorinsky            | Tor Books      | [ 104 ]              |
| 2016 | Jim Minz                | Baen Books     | [ 104 ]              |
| 2016 | Toni Weisskopf          | Baen Books     | [ 104 ]              |
| 2017 | Vox Day                 | Castalia House | [ 105 ]              |
| 2017 | Sheila Gilbert          | DAW Books      | [ 105 ]              |
| 2017 | Liz Gorinsky            | Tor Books      | [ 105 ]              |
| 2017 | Devi Pillai             | Tor Books      | [ 105 ]              |
| 2017 | Miriam Weinberg         | Tor Books      | [ 105 ]              |
| 2017 | Navah Wolfe             | Saga Press     | [ 105 ]              |

### Formato corto
El premio al mejor editor (Formato corto), que también se inició en 2007, se otorga «Al editor de al menos cuatro antologías, colecciones o revistas dedicadas principalmente a la ciencia ficción o la fantasía, al menos una de las cuales se publicó en el año anterior».
| Año  | Editor                                  | Trabajo(s)                                                                                  | Ref(s)          |
| ---- | --------------------------------------- | ------------------------------------------------------------------------------------------- | --------------- |
| 2007 | Gordon Van Gelder*                      | Fantasy & Science Fiction                                                                   | [ 75 ] [ 86 ]   |
| 2007 | Gardner Dozois                          | The Year's Best Science Fiction: Twenty-Third Annual Collection                             | [ 86 ] [ 87 ]   |
| 2007 | David G. Hartwell                       | The New York Review of Science Fiction, Tor Books, Year's Best Fantasy 6, Year's Best SF 11 | [ 86 ] [ 87 ]   |
| 2007 | Stanley Schmidt                         | Analog Science Fiction and Fact                                                             | [ 86 ] [ 87 ]   |
| 2007 | Sheila Williams                         | Asimov's Science Fiction                                                                    | [ 86 ] [ 87 ]   |
| 2008 | Gordon Van Gelder*                      | Fantasy & Science Fiction                                                                   | [ 88 ] [ 89 ]   |
| 2008 | Ellen Datlow                            | Year's Best Fantasy and Horror #20                                                          | [ 88 ] [ 89 ]   |
| 2008 | Stanley Schmidt                         | Analog Science Fiction and Fact                                                             | [ 88 ] [ 89 ]   |
| 2008 | Jonathan Strahan                        | The New Space Opera, The Best Science Fiction and Fantasy of the Year                       | [ 88 ] [ 89 ]   |
| 2008 | Sheila Williams                         | Asimov's Science Fiction                                                                    | [ 88 ] [ 89 ]   |
| 2009 | Ellen Datlow*                           | Year's Best Fantasy and Horror #21                                                          | [ 90 ] [ 106 ]  |
| 2009 | Stanley Schmidt                         | Analog Science Fiction and Fact                                                             | [ 12 ] [ 90 ]   |
| 2009 | Jonathan Strahan                        | The Best Science Fiction and Fantasy of the Year 2                                          | [ 90 ] [ 107 ]  |
| 2009 | Gordon Van Gelder                       | Fantasy & Science Fiction                                                                   | [ 75 ] [ 90 ]   |
| 2009 | Sheila Williams                         | Asimov's Science Fiction                                                                    | [ 84 ] [ 90 ]   |
| 2010 | Ellen Datlow*                           | Best Horror of the Year, Nebula Awards Showcase 2009                                        | [ 93 ] [ 106 ]  |
| 2010 | Stanley Schmidt                         | Analog Science Fiction and Fact                                                             | [ 12 ] [ 93 ]   |
| 2010 | Jonathan Strahan                        | The Best Science Fiction and Fantasy of the Year 3                                          | [ 93 ] [ 107 ]  |
| 2010 | Gordon Van Gelder                       | Fantasy & Science Fiction                                                                   | [ 75 ] [ 93 ]   |
| 2010 | Sheila Williams                         | Asimov's Science Fiction                                                                    | [ 84 ] [ 93 ]   |
| 2011 | Sheila Williams*                        | Asimov's Science Fiction                                                                    | [ 84 ] [ 96 ]   |
| 2011 | John Joseph Adams                       | Lightspeed Magazine                                                                         | [ 96 ]          |
| 2011 | Stanley Schmidt                         | Analog Science Fiction and Fact                                                             | [ 12 ] [ 96 ]   |
| 2011 | Jonathan Strahan                        | The Best Science Fiction and Fantasy of the Year 4                                          | [ 96 ] [ 107 ]  |
| 2011 | Gordon Van Gelder                       | Fantasy & Science Fiction                                                                   | [ 75 ] [ 96 ]   |
| 2012 | Sheila Williams*                        | Asimov's Science Fiction                                                                    | [ 84 ] [ 99 ]   |
| 2012 | John Joseph Adams                       | Lightspeed Magazine                                                                         | [ 99 ]          |
| 2012 | Neil Clarke                             | Clarkesworld Magazine                                                                       | [ 99 ]          |
| 2012 | Stanley Schmidt                         | Analog Science Fiction and Fact                                                             | [ 12 ] [ 99 ]   |
| 2012 | Jonathan Strahan                        | The Best Science Fiction and Fantasy of the Year 5                                          | [ 99 ] [ 107 ]  |
| 2013 | Stanley Schmidt*                        | Analog Science Fiction and Fact                                                             | [ 12 ] [ 101 ]  |
| 2013 | John Joseph Adams                       | Lightspeed Magazine                                                                         | [ 101 ]         |
| 2013 | Neil Clarke                             | Clarkesworld Magazine                                                                       | [ 101 ]         |
| 2013 | Jonathan Strahan                        | The Best Science Fiction and Fantasy of the Year 6                                          | [ 101 ] [ 107 ] |
| 2013 | Sheila Williams                         | Asimov's Science Fiction                                                                    | [ 84 ] [ 101 ]  |
| 2014 | Ellen Datlow*                           | Best Horror of the Year                                                                     | [ 102 ]         |
| 2014 | John Joseph Adams                       | Lightspeed Magazine                                                                         | [ 102 ]         |
| 2014 | Neil Clarke                             | Clarkesworld Magazine                                                                       | [ 102 ]         |
| 2014 | Jonathan Strahan                        | The Best Science Fiction and Fantasy of the Year 7                                          | [ 102 ]         |
| 2014 | Sheila Williams                         | Asimov's Science Fiction                                                                    | [ 84 ] [ 102 ]  |
| 2015 | (sin premio)+                           |                                                                                             | [ 103 ] [ N 2 ] |
| 2015 | Jennifer Brozek                         | Chicks Dig Gaming: A Celebration of All Thing Gaming by the Women Who Love it               | [ 103 ]         |
| 2015 | Vox Day                                 | Castalia House                                                                              | [ 103 ]         |
| 2015 | Mike Resnick                            | Galaxy's Edge                                                                               | [ 103 ]         |
| 2015 | Edmund R. Schubert                      | Orson Scott Card's InterGalactic Medicine Show                                              | [ 103 ]         |
| 2015 | Bryan Thomas Schmidt                    | Shattered Shields                                                                           | [ 103 ]         |
| 2016 | Ellen Datlow*                           | Best Horror of the Year                                                                     | [ 104 ]         |
| 2016 | John Joseph Adams                       | Lightspeed Magazine                                                                         | [ 104 ]         |
| 2016 | Neil Clarke                             | Clarkesworld Magazine                                                                       | [ 104 ]         |
| 2016 | Jerry Pournelle                         | Castalia House                                                                              | [ 104 ]         |
| 2016 | Sheila Williams                         | Asimov's Science Fiction                                                                    | [ 104 ]         |
| 2017 | John Joseph Adams                       | Lightspeed Magazine                                                                         | [ 105 ]         |
| 2017 | Neil Clarke                             | Clarkesworld Magazine                                                                       | [ 105 ]         |
| 2017 | Ellen Datlow                            | Best Horror of the Year                                                                     | [ 105 ]         |
| 2017 | Jonathan Strahan                        | The Best Science Fiction and Fantasy of the Year 10                                         | [ 105 ]         |
| 2017 | Lynne M. Thomas y Michael Damian Thomas | Uncanny Magazine                                                                            | [ 105 ]         |
| 2017 | Sheila Williams                         | Asimov's Science Fiction                                                                    | [ 105 ]         |

### Retro Hugos
Desde la Worldcon de 1996, la World Science Fiction Society creó el concepto de «Retro Hugos», para ser otorgados por los 50, 75 o 100 años antes en los cuales no se otorgaron premios. Los «Retro Hugos» han sido entregados en 2014 (1939), 2016 (1941), 1996 (1946), 2001 (1951), 2004 y (1954). Los de 1939 y de 1941 fueron concedidos 75 años después, los otros tres fueron concecidos 50 años después. En 1946, 1951 y 1954 se otorgó el premio al mejor editor profesional, pues la categoría todavía no se había dividido, mientras que para 1939 y 1941 se otorgó solamente el formato corto, ya que el formato largo no tenía suficientes apoyos para una nominación. El próximo año en el que pueden ser concedidos «Retro Hugos» es el 2022, correspondiente al año 1947.
| Año  | Año premiado | Editor                 | Trabajo(s)                                                           | Ref(s)                  |
| ---- | ------------ | ---------------------- | -------------------------------------------------------------------- | ----------------------- |
| 1939 | 2014         | John W. Campbell, Jr.* | Astounding Science-Fiction                                           | [ 109 ] [ 110 ]         |
| 1939 | 2014         | Walter H. Gillings     | Tales of Wonder                                                      | [ 109 ] [ 110 ]         |
| 1939 | 2014         | Raymond A. Palmer      | Amazing Stories                                                      | [ 109 ] [ 110 ]         |
| 1939 | 2014         | Mort Weisinger         | Thrilling Wonder Stories                                             | [ 109 ] [ 110 ]         |
| 1939 | 2014         | Farnsworth Wright      | Weird Tales                                                          | [ 109 ] [ 110 ]         |
| 1941 | 2016         | John W. Campbell, Jr.* | Astounding Science-Fiction                                           | [ 111 ] [ 110 ]         |
| 1941 | 2016         | Dorothy McIlwraith     | Weird Tales                                                          | [ 111 ] [ 110 ]         |
| 1941 | 2016         | Raymond A. Palmer      | Amazing Stories                                                      | [ 111 ] [ 110 ]         |
| 1941 | 2016         | Frederik Pohl          | Astonishing Stories, Super Science Stories                           | [ 111 ] [ 110 ]         |
| 1941 | 2016         | Mort Weisinger         | Thrilling Wonder Stories                                             | [ 111 ] [ 110 ]         |
| 1946 | 1996         | John W. Campbell, Jr.* | Astounding Science-Fiction                                           | [ 110 ] [ 112 ]         |
| 1946 | 1996         | Sam Merwin, Jr.        | Startling Stories, Wonder Stories                                    | [ 110 ] [ 112 ]         |
| 1946 | 1996         | Raymond A. Palmer      | Amazing Stories                                                      | [ 110 ] [ 112 ]         |
| 1946 | 1996         | Donald A. Wollheim     | The Viking Portable Novels of Science                                | [ 112 ] [ 113 ]         |
| 1951 | 2001         | John W. Campbell, Jr.* | Astounding Science-Fiction                                           | [ 114 ] [ 115 ]         |
| 1951 | 2001         | Anthony Boucher        | The Magazine of Fantasy & Science Fiction                            | [ 114 ] [ 115 ]         |
| 1951 | 2001         | Groff Conklin          | Big Book of Science Fiction, The Science Fiction Galaxy              | [ 114 ] [ 116 ] [ 117 ] |
| 1951 | 2001         | H. L. Gold             | Galaxy Science Fiction                                               | [ 114 ] [ 115 ]         |
| 1951 | 2001         | J. Francis McComas     | The Magazine of Fantasy & Science Fiction                            | [ 114 ] [ 115 ]         |
| 1954 | 2004         | John W. Campbell, Jr.* | Astounding Science-Fiction                                           | [ 115 ] [ 118 ]         |
| 1954 | 2004         | Anthony Boucher        | The Magazine of Fantasy & Science Fiction                            | [ 115 ] [ 118 ]         |
| 1954 | 2004         | H. L. Gold             | Beyond Fantasy Fiction, Galaxy Science Fiction                       | [ 115 ] [ 118 ]         |
| 1954 | 2004         | Frederik Pohl          | Star Science Fiction Stories No.1, Star Science Fiction Stories No.2 | [ 118 ] [ 119 ] [ 120 ] |
| 1954 | 2004         | Donald A. Wollheim     | Ace Books                                                            | [ 118 ] [ 121 ]         |